# Otus pembaensis
Otus pembaensis (лат.) — вид птиц рода совок семейства совиных. Подвидов не выделяют.

## Описание
Представители данного вида достигают в длину от 17 до 18 см. Существует две цветовые морфы: коричневая морфа в основном бледного рыжевато-коричневого цвета со светлыми прожилками на голове и более бледной нижней частью тела со слабыми прожилками; светлая морфа яркого, насыщенного рыжего цвета, более бледного на кроющих подкрыльях. Клюв зеленовато-чёрный, хвост зеленовато-жёлтый, глаза и ноги жёлтые. Ноги обильно оперены до основания пальцев. Пальцы серого цвета, когти серо-коричневые с черноватыми кончиками.
Ранее считалось, что данный вид — подвид мадагаскарской совки (Otus rutilus). Этот вид отличается от последнего меньшими размерами и менее контрастным оперением.

## Рацион
Рацион состоит в основном из насекомых.

## Распространение
Данный вид является эндемиком острова Пемба.